# Đảo Peter I

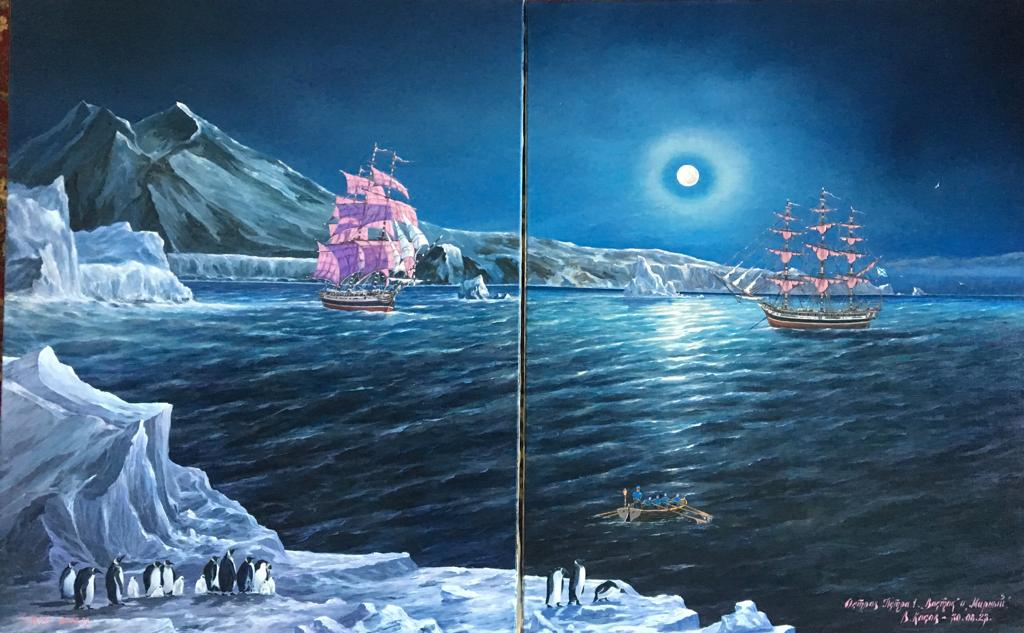
Vladimir Kosov. Chuyến thám hiểm Nam Cực đầu tiên của Nga. Vostok và Mirny. Đảo Peter I. 11/01/1821

Đảo Peter I (tiếng Na Uy: Peter I Øy)  là một đảo núi lửa nằm trên Biển Bellingshause, ngoaì khơi, cách 450 kilômét (280 mi) từ lục địa Nam Cực. Nó đã bị tuyên bố là lãnh thổ của Na Uy cùng với Đảo Bouvet và Vùng đất Nữ hoàng Maud. Đảo Peter I có chiều dài 11 nhân 19 kilômét (6,8 nhân 11,8 mi) và có diện tích 156 kilômét vuông (60 dặm vuông Anh). Nơi cao nhất đạt độ cao 1.640 mét  -tall  (5.380 ft) là Đỉnh Lars Christensen. Gần như toàn bộ hòn đảo được bao phủ bởi sông băng và nó được bao quanh hầu hết trong năm bởi các tảng băng trôi, khiến nó khó có thể tiếp cận được. Có rất ít động vật có xương sống trên đảo, ngoại trừ một số loài chim biển và hải cẩu. Hòn đảo được Fabian Gottlieb von Bellingshausen nhìn thấy lần đầu tiên vào ngày 21 tháng 1 năm 1821 và được đặt tên theo Peter I của Nga. Mãi đến ngày 2 tháng 2 năm 1929, mới có người đặt chân lên đảo khi Nils Larsen và Ola Olstad trong Cuộc thám hiểm lần thứ hai  Norvegia , được tài trợ bởi Lars Christensen, đã thành công. Họ tuyên bố chủ quyền hòn đảo cho Na Uy, quốc gia đã sáp nhập hòn đảo vào năm 1931 và biến nó thành một  lãnh thổ phụ thuộc vào năm 1933. Cuộc đổ bộ tiếp theo xảy ra vào năm 1948 và hòn đảo này là đối tượng của một số nghiên cứu khoa học và một lượng du lịch hạn chế. Đảo trở thành đối tượng của Hiệp ước Nam Cực vào năm 1961. Từ năm 1987, trên đảo đã có một trạm khí tượng tự động và có những cuộc thăm viếng lẻ tẻ của khách du lịch.